# Nicki Bille Nielsen
Nicki Niels Bille Nielsen (født 7. februar 1988) er en dansk tidligere professionel fodboldspiller, hvis primære position på banen var i angrebet.

## Klubkarriere
Nicki Bille Nielsen, der er opvokset i Vigerslev, startede med at spille fodbold som ung i de nærliggende Valby-klubber, Boldklubben Hellas og Rikken Fodbold Club før han skiftede til Kjøbenhavns Boldklub (som 5. miniput) og til sidst Boldklubben Frem. Hans seniorkarriere begyndte i Boldklubben Frem, hvor han debuterede som 17-årig i 1. division den 31. juli 2005 på hjemmebane mod Fremad Amager og opnåede hurtigt at blive fast mand for Frems førstehold. Hans sidste kamp for Frem blev spillet den 27. august 2006 igen hjemme mod Fremad Amager.
Den teknisk dygtige offensivspiller har bl.a. været til prøvetræning hos Newcastle United F.C. i november 2005 og tog i slutningen af sin Frem-tid til en uges prøvetræning hos engelske Portsmouth F.C., men blev to dage inde i opholdet kaldt hjem af sin spilleragent Ivan Juric grundet italiensk interesse. Dagen før transfervinduet lukkede valgte han at skifte den hjemlige næstbedste række ud med den bedste italienske række den 31. august 2006 med forventning om at modtage spilletid i Serie A. Hos Reggina Calcio nåede ungdomslandsholdsspilleren kun at spille en enkelt kamp på klubbens ungdomshold før han fik sin debutkamp den 8. november 2006 i en ottendedelsfinale i Coppa Italia mod Chievo Verona, hvor han samtidig takkede for cheftræner Walter Mazzarris tillid ved at score. Senere på måneden fik han ligeledes sin debut i Serie A på San Siro mod FC Internazionale Milano. Han fik i sin første sæson hos Reggina Calcio en markant rolle på klubbens talenthold, hvor holdet nåede slutspillet om det italienske mesterskab.
Dog blev Nicki i 2007 og 2008 udlejet til henholdsvis AS Martina Franca og FC Lucchese 1905.
Nicki Billes agent, Nikola Juric, udtalte i sommeren 2010 at salgsprisen på Nicki Bille ville være 40-70 millioner kroner.

### Villarreal CF
Bille skiftede den 31. august 2010 til Villarreal CF i Spanien på en fireårig kontrakt, et noget overaskende skifte. Nicki Bille blev dobbelt målscorer for Villarreal B, da de 11. september 2010 vandt 5-1 over Ponferradina. Han spillede til sommeren 2012 i Villarreal; derpå blev han udlejet til La Liga-klubben Rayo Vallecano.

### Rosenborg BK
Da transfervinduet åbnede i januar 2013, skiftede Bille til norske Rosenborg BK.

### Evian Thonon Gaillard F.C.
Han blev i 2014 solgt for et ukendt beløb til den franske klub Evian Thonon Gaillard F.C..

### Esbjerg fB
Den 1. juli 2015 blev det offentliggjort, at Nicki Bille Nielsen skiftede til Esbjerg fB på en treårig aftale. Han fik sin debut i Superligen for Esbjerg fB den 20. juli 2015, da han startede inde og spillede 90 minutter i en 1-1-kamp mod AaB.
Nicki Bille spillede 17 kampe og scorede fem mål i Supeligaen i sin halvsæson for Esbjerg fB, før han i januar 2016 skiftede til Lech Poznań.

### Lech Poznań
Den 27. januar 2016 blev det offentliggjort, at Nicki Bille havde skrevet under på en toogethalvtårig aftale med polske Lech Poznań.
Han fik i februar 2016 en skade i en kamp mod Podbeskidzie Bielsko-Biała efter kun at have spillet 25 minutter, før han var nødt til at forlade banen. Han var ude i en måned. I august 2016 blev han lyskenskadet, hvorfor han først var klar til at spille fodbold igen i januar 2017.

### Panionios
Efter mest at være brugt som indskiftningsspiller i efteråret 2017 skiftede Bille i januar 2018 til Panionios F.C. i Athen. Han blev tildelt nummer 9 efter den tidligere topscorer Kasper Hämäläinen.

### Lyngby Boldklub
Han skiftede i slutningen af juli 2018 tilbage til dansk fodbold. Han skrev under på en etårig kontrakt med 1. divisionsklubben Lyngby Boldklub.
Mandag den 22. oktober 2018 skrev Lyngby Boldklub i en pressemeddelse, at klubben ville ophæve kontrakten med Nicki Bille da han havde forbrudt sig mod klubbens værdier, etik og moral.
Fredag den 26. oktober 2018 blev Nicki Billes kontrakt ophævet.

### Ishøj IF
Efter en periode uden klub skrev Bille kontrakt med Danmarksserieklubben Ishøj IF fra sommeren 2019.

## Landsholdskarriere
Han har indtil videre opnået 14 kampe (pr. 4. juli 2007) for diverse ungdomslandshold, herunder 4 U-18 landskampe som repræsentant for Boldklubben Frem samt flere U-19 og U-20 landskampe for Reggina Calcio. Han blev topscorer ved Toulon Tournament 2010 med fem mål og blev samtidig kåret til turneringens næstbedste spiller.

### Landsholdsmål
| #  | Dato             | Stadion           | Modstander | Scoring | Resultat | Turnering                           |
| -- | ---------------- | ----------------- | ---------- | ------- | -------- | ----------------------------------- |
| 1. | 15. oktober 2013 | Parken, København | Malta      | 6–0     | 6–0      | Kvalifikation til VM i fodbold 2014 |

## Titler
- Polsk Super Cuppen: 2016 med Lech Poznań
- DBU Pokalen: 2010, 2011 med FC Nordsjælland

## Privat
Nicki Billes fætter er fodboldspilleren Daniel Wass.

### Anholdelser og domme
Den 27. september 2013 blev Nicki Bille sat i detentionen, da han havde smadret et glas, spyttet på en ansat og slået ud efter andre mennesker, efter han forlod baren, Three Lions, som han havde tilbragt aftenen på. 
Han fik også en bøde på 10.000 norske kroner.
Den 18. april 2014 blev han anholdt i Antonigade i det Indre København, blandt andet for at sparke til en parkeringsautomat og derefter sigtet for at bide en betjent i armen. Bille klagede dengang til Det Uafhængige Politiklagenævn over anholdelsen, samt politiets brug af peberspray.
I 2015 blev han dømt for dette forhold, hvilket gav 60 dages betinget fængsel.
I juni 2018 blev han idømt 30 dages ubetinget fængsel for voldeligt overfald på to kvinder i Monaco.
Den 22. oktober 2018 blev han anholdt på Strøget i København.
Den 26. december 2018 blev Bille angiveligt udsat for et drabsforsøg, og hans arm tog skade.
Den 26. juni 2019 var Billes Mercedes impliceret i et voldsomt trafikuheld i København. I den forbindelse blev Bille anholdt og senere samme aften løsladt igen. Bille deltager i et TV-program om sin tilværelse.
30. januar 2025 blev Bille ved Retten i Glostrup idømt seks måneders ubetinget fængsel for røveri og trusler mod et vidne. Optrinnet fandt sted i september 2024, hvor Bille havde begået tyveri i en Coop 365-butik og i den forbindelse grebet fat i kraven på en ansat. Bille erkendte de to forhold, men nægtede sig skyldig i røveri og trusler.